# Санчес, Илье
Илье Санчес Фаррес (исп. Ilie Sánchez Farrés; род. 21 ноября 1990, Барселона), более известный как Илье (каталанский: [ˈiliə], испанский: [ˈilje]) — испанский футболист, опорный полузащитник и капитан клуба MLS «Лос-Анджелес».

## Клубная карьера

### «Барселона B»
Родившийся в Барселоне Илье играл за несколько каталонских клубов в молодости, в том числе за «Барселону». В сезоне 2009/2010 он дебютировал за «Барселону B» (резервная команда «Барселоны») в третьем дивизионе Испании, проведя 22 матча. По итогам сезона команда вернулась во второй дивизион после 11-летнего отсутствия.
Играя преимущественно на позиции опорного полузащитника, Илье использовался Луисом Энрике также как правый защитник. Он также был вызван Пепом Гвардиолой для участия в предсезонной подготовке первой команды в 2010 году.

### «Мюнхен 1860»
11 июня 2014 года Илье и его товарищ по команде Эду Бедиа подписали контракты с «Мюнхен 1860», выступавшем во Второй Бундеслиге. Он дебютировал за клуб в сезоне 2014/2015 и забил свой первый гол 26 сентября в матче против «Гройтер Фюрта».
Илье перестал попадать в основной состав и 31 августа 2015 года был отдан в аренду в «Эльче», выступавшем во Втором дивизионе Испании. Вскоре после возвращения в «Мюнхен 1860» его контракт был взаимно аннулирован.

### «Спортинг Канзас-Сити»
13 января 2017 года Илье подписал двухлетний контракт с клубом MLS «Спортинг Канзас-Сити». В сентябре того же года он получил грин-карту США, что лишило его статуса легионера.
В сезоне 2018 Илье был отобран на Матч всех звёзд MLS, в котором звёздам лиги противостоял итальянский «Ювентус».
По окончании сезона 2021 «Спортинг Канзас-Сити» не стал продлевать контракт с Илье.

### «Лос-Анджелес»
12 января 2022 года Илье на правах свободного агента присоединился к ФК «Лос-Анджелес», подписав двухлетний контракт с опцией продления на сезон 2024. За «Лос-Анджелес» он дебютировал 26 февраля в матче стартового тура сезона 2022 против «Колорадо Рэпидз».

## Статистика
| Барселона B          | 2009/10 | Сегунда B         | 17  | 1  | — | — | 5  | 0 | 22  | 1  |
| Барселона B          | 2010/11 | Сегунда           | 24  | 1  | — | — | —  | — | 24  | 1  |
| Барселона B          | 2011/12 | Сегунда           | 1   | 0  | — | — | —  | — | 1   | 0  |
| Барселона B          | 2012/13 | Сегунда           | 29  | 0  | — | — | —  | — | 29  | 0  |
| Барселона B          | 2013/14 | Сегунда           | 38  | 0  | — | — | —  | — | 38  | 0  |
| Барселона B          | Итого   | Итого             | 109 | 2  | — | — | 5  | 0 | 114 | 2  |
| Мюнхен 1860          | 2014/15 | Вторая Бундеслига | 24  | 1  | 2 | 0 | —  | — | 26  | 1  |
| Эльче (аренда)       | 2015/16 | Сегунда           | 27  | 1  | 1 | 0 | —  | — | 28  | 1  |
| Спортинг Канзас-Сити | 2017    | MLS               | 33  | 0  | 5 | 0 | 1  | 0 | 39  | 0  |
| Спортинг Канзас-Сити | 2018    | MLS               | 34  | 4  | 0 | 0 | 4  | 1 | 38  | 5  |
| Спортинг Канзас-Сити | 2019    | MLS               | 32  | 2  | 0 | 0 | —  | — | 32  | 2  |
| Спортинг Канзас-Сити | 2020    | MLS               | 15  | 0  | — | — | 2  | 1 | 17  | 1  |
| Спортинг Канзас-Сити | 2021    | MLS               | 30  | 1  | — | — | 2  | 0 | 32  | 1  |
| Спортинг Канзас-Сити | Итого   | Итого             | 144 | 7  | 5 | 0 | 9  | 2 | 158 | 9  |
| Лос-Анджелес         | 2022    | MLS               | 1   | 0  | 0 | 0 | 0  | 0 | 1   | 0  |
| Лос-Анджелес         | Итого   | Итого             | 1   | 0  | 0 | 0 | 0  | 0 | 1   | 0  |
| Итого                | Итого   | Итого             | 305 | 11 | 8 | 0 | 14 | 2 | 327 | 13 |
| Ссылки:              |         |                   |     |    |   |   |    |   |     |    |

- 1.↑ Включает в себя Кубок Германии, Кубок Испании и Открытый кубок США.
- 2.↑ Включает в себя плей-офф Сегунды, Сегунды B и плей-офф Кубка MLS.

## Награды
Спортинг Канзас-Сити
- Обладатель Открытого кубка США: 2017

Индивидуальные
- Участник Матча всех звёзд MLS: 2018[12]